# Бондари (Тамбовская область)
Бо́ндари — село, административный центр Бондарского района Тамбовской области. Население 4 тысячи человек.
Расположено в 75 километрах к северо-востоку от Тамбова на реке Большой Ломовис притоке Цны, в 35 километрах к северу от железнодорожной станции Платоновка Юго-Восточной железной дороги на линии Тамбов — Ртищево.

## История
Основано в 1699 году как деревня на земле однодворцев с. Пахотный Угол. Изначально село имело название Анастасьевское. В 1725 году императрицей Екатериной I пожаловано шталмейстеру Поспелову В. П., который перевел в село крепостных крестьян из разных вотчин.
Жители занимались земледелием и ремёслами, в том числе бондарными. В XVII—XVIII веках Бондари — центр суконного производства, первая фабрика построена в 1726 году, к 1870-м годам в селе уже 3 суконные фабрики. В середине XIX века построены свеклосахарный, винокуренный заводы.

## Население
| 1959 | 1970  | 1979  | 1989  | 2002  | 2010  |
| ---- | ----- | ----- | ----- | ----- | ----- |
| 2695 | ↗2744 | ↗3444 | ↗4364 | ↘4068 | ↘4052 |

## Известные жители
Лев Александрович Политов (1925—1990) — полный кавалер Ордена Славы, командир отделения сапёров-разведчиков 584-го отдельного сапёрного батальона, 263-й стрелковой дивизии, 43-й армии, 3-го Белорусского фронта, родился в селе Бондари, после демобилизации в 1950 году и до 1954 года работал в Бондарском маслозаводе.

## Экономика
1. Бондарский молочно-сыродельный завод — создан в 1942 году как маслодельный завод, с 1967 года стал именоваться маслодельно-сыродельным. В 1978 году завод прекратил выпускать масло и был реорганизован в сырзавод.
2. Межпоселенческая строительная организация
3. Бондарский кирпичный завод
4. Совхоз «Бондарский»
5. Добыча и производство песка
6. Бондарский лесхоз — образован в 1940 году с центром в пос. Первомайский.
7. «Пятёрочка» (1 магазин);
8. Банки: «Сбербанк» 9.магнит 10.бегемот

### Культура
1. Бондарский ЦДД (Центральный Дом Досуга).
2. Бондарская музыкальная школа.

### Достопримечательности
1. Памятник В. И. Ленину
2. Стадион «Бондари»
3. Памятник советским солдатам
4. Памятник воинам интернационалистам
5. Памятник П. И. Чайковскому